# 哥倫比亞特區公共圖書館

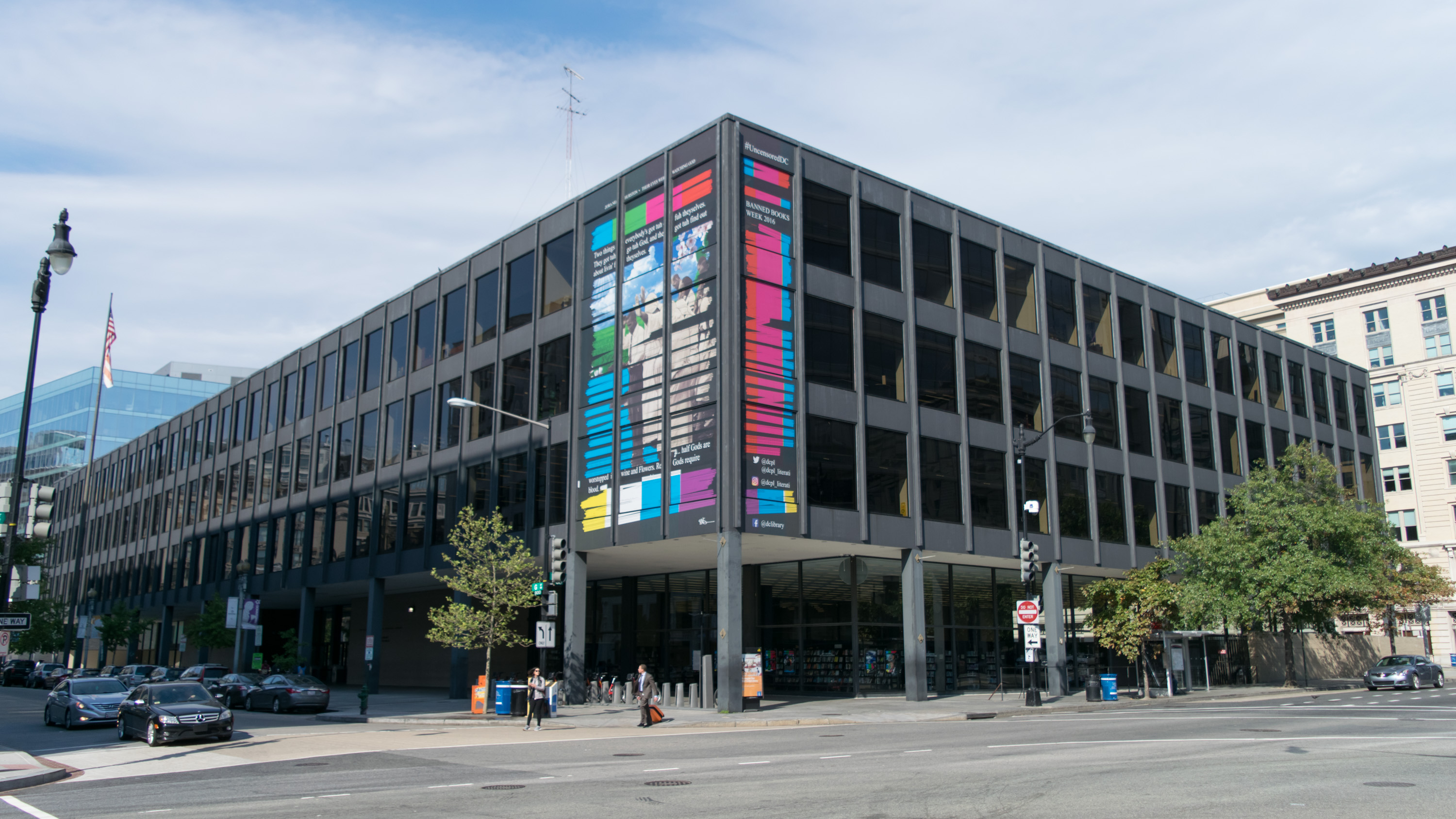
馬丁·路德·金恩紀念圖書館, 中央圖書館

哥倫比亞特區公共圖書館（District of Columbia Public Library，DCPL）是一個華盛頓特區的公立圖書館系統，轄有25個獨立的圖書館，其總館為馬丁·路德·金恩紀念圖書館（Martin Luther King Jr. Memorial Library）。

## 歷史
哥倫比亞特區公共圖書館始建於1896年，在《華盛頓星報》（Washington Star）編輯西奧多·諾伊斯（Theodore W. Noyes）的遊說下，議會才通過法案，為哥倫比亞特區公共圖書館立下法源基礎。諾伊斯後來成為它的行政機構，託管委員會的委員，供職50年才退休。
哥倫比亞特區公共圖書館的第一座圖書館設在西北区紐約大道1326號。它後來遷往弗农山广场，由安德魯·卡內基出資興建的圖書館大樓裡Apple 卡内基图书馆，現為华盛顿哥伦比亚特区历史学会的所在地。1903年，老羅斯福總統出席了它的落成禮。
卡內基的捐款後來也用在其它分館的設立。1972年，總館改遷進由路德維希·密斯·凡·德羅（Ludwig Mies van der Rohe）所設計，為黑人民權運動家馬丁·路德·金恩成立的紀念圖書館裡。

## 外部連結
- 哥倫比亞特區公共圖書館（页面存档备份，存于） （中文）
- 哥倫比亞特區公共圖書館（页面存档备份，存于） （英文）
- 哥倫比亞特區公共圖書館託管委員會（页面存档备份，存于） （英文）